# Stenodiplosis geniculati
Stenodiplosis geniculati är en tvåvingeart som först beskrevs av Reuter 1895.  Stenodiplosis geniculati ingår i släktet Stenodiplosis och familjen gallmyggor.
Artens utbredningsområde är Ontario. Inga underarter finns listade i Catalogue of Life.